# Royal Institute of Oil Painters
Das Royal Institute of Oil Painters, auch bekannt als ROI,  ist eine Künstlervereinigung in London, die ausschließlich Ölbilder ausstellt.

## Geschichte
Das Royal Institute of Oil Painters wurde 1882 gegründet und erhielt von König Edward VII. den königlichen Status im Jahre 1909. Die Mitgliederzahl ist auf etwa 65 begrenzt. Jedes Mitglied kann nur durch Ernennung aufgenommen werden. Reputierte Künstler werden als Assoziierte zunächst für fünf Jahre gewählt. Während dieser Zeit können sie eine Vollmitgliedschaft erhalten. Bekannte Künstler der Vereinigung sind Lawrence Alma-Tadema, Walter Sickert, Laura Knight, Henri Fantin-Latour, Alexander Mann, David Cobb und Auguste Rodin. 
Die ROI ist eine von neun Gesellschaften, die sich zu der Federation of British Artists zusammengeschlossen haben. Die Treffen werden in den Mall Galleries in der Nähe des Trafalgar Square abgehalten.